# Neofunktionalisme
Neofunktionalisme (ny-funktionalisme) er en teori om europæisk integration, der forsøger at forklare, hvorfor der sker integration i EU. Det er både et udtryk for en central teori og en central strategi. Neofunktionalismen kan ses som en videreførelse af principper både fra føderalismen og funktionalismen, hvorfor strategien for neofunktionalisterne er at have en overstatslig politisk enhed, der styrer et samarbejde mellem stater i forskellige funktioner. Centralt i neofunktionalismen er spill over-effekten, der forklarer hvordan integration inden for en funktion medfører integration inden for en anden. Dette bygges eksempelvis på integrationsprocessen med det indre marked, hvor frihandel med kul og stål blev til frihandel generelt, hvorefter frihandel syntes at kræve fælles økonomisk politik og mønt.
Grunden til at institutioner udvikler sig er at der er et behov for det. EU er en af de institutioner, der udvikler sig meget pga. neofunktionalismen. Behovet er meget vigtigt at forstå for at forstå begrebet neofunktionalisme. 

I det lange løb (og i en tid hvor demokratiet og enkeltmenneskets frihed og rettigheder er i højsædet) kan man ikke basere integration på politiske eliters forestillinger og beslutninger. Den almindelige borger må inddrages (jf. resultaterne ved de danske folkeafstemninger).
Dele af integrationsprocessen kan forklares – men man kan ikke bruge teorien hvis man vil forstå hvorfor europæiske lande afgiver væsentlige dele af deres suverænitet til EU.

## Spill over-effekten
Neofunktionalismen opdeler spill over-effekten i tre dele:
1. Det funktionelle spill over
2. Politisk spill over
3. Institutionsbaseret spill over

### Det funktionellespill over
Integration i en sektor medfører integration i andre sektorer. Dette kan eksempelvis forklares ved, at en fælles landbrugspolitik vil føre til fælles transportpolitik, som igen vil kunne føre til et nyt forhold.

### Det politiskespill over
Der sker en drejning mod de fælles institutioner når de nationale beslutningstagere finder ud af at det er i de overnationale beslutningscentre det sker.  

### Det institutionsbaseredespill over
De supranationale institutioner (i EU: kommissionen) fremmer og satser på en øget fælles interesse – det er ikke forhandlinger mellem stater der fører til integration. Det er problemløsning i disse institutioner (kommissionen f.eks.) der fremmer integrationen. 